# فرودگاه گویریا
فرودگاه گویریا (به انگلیسی: Güiria Airport) (به زبان بومی: Aeropuerto de Güiria) یک فرودگاه همگانی با کد یاتا GUI است که یک باند فرود آسفالت دارد و طول باند آن ۲۰۰۷ متر است. این فرودگاه در کشور ونزوئلا قرار دارد و در ارتفاع ۱۳ متری از سطح دریا واقع شده است.